# Pedro de Unamuno
 (avril 2021).
Pedro de Unamuno était un soldat et marin espagnol qui était actif en Nouvelle-Espagne et dans les Indes orientales espagnoles, en particulier aux Philippines, dans la seconde moitié du XVIe siècle. Il est connu pour avoir commandé le galion Nuestra Señora de la Esperanza, qui, en 1587, entreprit la deuxième traversée transpacifique du continent asiatique vers l'Amérique dans l'histoire, la première étant celle réalisée par son contemporain Francisco Gali en 1584.

## Voyage transpacifique
Le voyage commence à Macao le 12 juillet 1587. Le Nuestra Señora de la Esperanza atteint la côte californienne le 18 octobre, à 35,5 degrés de latitude nord, où l'expédition débarque dans une baie avec des plages de sable (potentiellement Morro Bay) et prend contact avec des Californiens autochtones. Ils ont ensuite navigué progressivement vers le sud le long de la côte ouest américaine jusqu'à Acapulco, atteignant la région le 22 novembre 1587.
Les principaux objectifs du voyage étaient de trouver les prétendues îles de Rica de Oro, Rica de Plata et Armenio (Unamuno conclut qu'elles n'existaient pas), ainsi que le transport rentable de marchandises chinoises vers la Nouvelle-Espagne (ce qui était une violation, comme le voyage de Gali trois ans plus tôt, du monopole accordé par la couronne espagnole aux galions de Manille). Le galion de commerce officiel de 1587 de Manille, le Santa Ana, atteignit la côte californienne un mois plus tard que l'Esperanza, mais fut ensuite capturé avec sa cargaison par deux navires corsaires anglais commandés par Thomas Cavendish .
Unamuno dirigeait un équipage qui comptait Alonso Gómez comme pilote, une équipe d'Espagnols et des Indios philippins, ainsi que trois frères franciscains en tant que passagers, à savoir Martín Ignacio de Loyola, Francisco de Nogueira, et un troisième dont le nom est inconnu. De Loyola a amené avec lui un jeune japonais converti au catholicisme .